# FS Canis Majoris
FS Canis Majoris är en blåvit jätte och eruptiv variabel av  FS Canis Majoris-typ (FSCMa) i stjärnbilden Stora hunden. Den är prototypstjärna för en grupp eruptiva variabler som är föga utforskad. Variablerna varierar över långa perioder utan någon fastställd periodicitet, med variationer på ungefär två magnituder. Emissionslinjerna av väte i stjärnspektrat är mycket starkare än hos vanliga Be-stjärnor. Närvaron av flera förbjudna linjer gör att de ändå klassificeras som Be-stjärnor.
Stjärnan varierar mellan visuell magnitud +7,3 och 8,58 utan någon periodicitet.